# سالي غاردنر
سالي غاردنر (بالإنجليزية: Sally Gardner) هي كاتِبة ورسامة توضيحية بريطانية، ولدت في 1954 في لندن الكبرى في المملكة المتحدة.

## وصلات خارجية
- الموقع الرسمي